# رودولف کراوزه (بازیکن فوتبال)
رودولف کراوزه (انگلیسی: Rudolf Krause; ۲۱ ژانویهٔ ۱۹۲۷ – ۱۲ دسامبر ۲۰۰۳) بازیکن و مربی فوتبال اهل آلمان بود که به‌عنوان مدیر تیم آلمان شرقی در بازی‌های المپیک تابستانی ۱۹۸۰ برندهٔ مدال نقره شد.
کراوزه در اوبرلیگا در پست مهاجم بازی کرده‌است و موفق به ثبت ۱۱۱ گل به‌نام خود شده‌است.
از باشگاه‌هایی که در آن بازی کرده‌است می‌توان به باشگاه فوتبال زاکسن لایپزیگ و باشگاه فوتبال اف‌سی فرانکفورت اشاره کرد.
وی همچنین در تیم ملی فوتبال آلمان شرقی بازی کرده‌است.